# Ratpenat groc de Dingan
El ratpenat groc de Dingan (Scotophilus dinganii) és una espècie de ratpenat d'Àfrica subsahariana.
Habita la sabana.